# Panehesy (Amarna)
El noble egipcio Panehesy (también transcrito como Pinhasy o Panehsy) era el "Jefe de los servidores de Atón en el templo de Atón en Ajetatón" ("Segundo Profeta del Señor de las Dos Tierras").

## Títulos

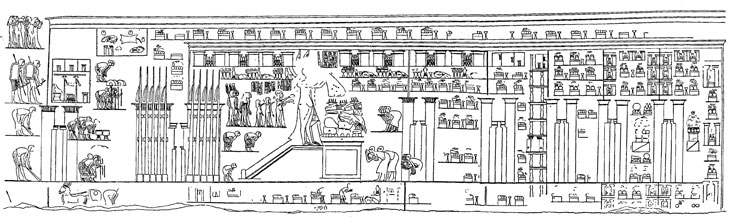
Representación del templo de Atón, desde la tumba de Panehesy

Panehesy atesoró una variedad de títulos que muestran lo poderoso que debió de ser en el período Amarna. Fue el "Jefe de los servidores de Atón en el templo de Atón en Ajetatón" y "Segundo Profeta del Señor de las Dos Tierras". También era el "Portador del sello del Bajo Egipto”. Panehsy fue también el "Superintendente del Ganado de Atón en Ajetatón" y el "Superintendente de los Graneros de Atón”.

## Casas

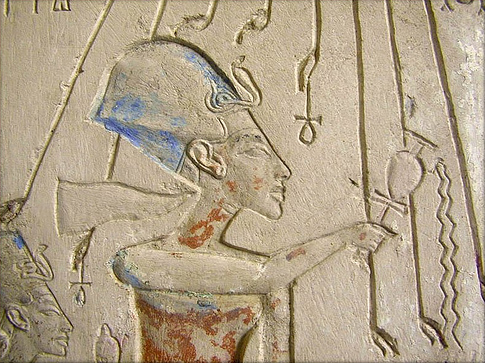
Detalle del santuario de piedra de la casa de Panehesy adyacente al templo de Atón

Panehesy tenía dos casas en Amarna. Una estaba ubicada cerca del templo, mientras que la otra estaba en la Ciudad Central. La casa cerca del templo era probablemente más bien una oficina.  La residencia principal de Panehesy (R44.2) se encontraba en la Ciudad Central de Amarna. En su residencia principal se descubrió un gran santuario que representaba a Akenatón, Nefertiti y la princesa Meritatón haciendo ofrendas a Atón. Este es un ejemplo del culto doméstico de la pareja real. En la sala central se encuentra la capilla hípetra. Al sur de la casa de Panehesy había un pequeño pueblo. El área total que ocupaba el pueblo era menor que el área que ocupaba la residencia principal del Sacerdote. El pueblo consta de unas 40 casas que probablemente eran las residencias de los empleados de Panehesy. En las proximidades de la casa se descubrió una estela que representaba a Amenhotep III y a la reina Tiy. La segunda residencia de Panehesy cerca del templo de Atón puede estar relacionada con su función de supervisor del ganado.La estructura incluye suelos de piedra y pesebres de ladrillo, y pudo haberse utilizado como corral para el ganado. Las excavaciones revelaron restos de ganado, cuernos y huesos. Los huesos eran los restos de los animales sacrificados como ofrendas en el templo. La sala central de esta casa tenía un santuario construido en piedra y pintado para parecer un templo de Amarna. La estructura tenía puertas estrechas de madera y probablemente tenía una estatua del rey. El santuario se encuentra en el Museo de El Cairo.

## Tumba
Hizo construir una tumba en Amarna, entre las tumbas del norte, en la Necrópolis de los Nobles. La Tumba de Panehsy(TA6) contiene escenas de él con su familia y otras que muestran la familia real, pero sus restos nunca han sido identificados. La tumba había sufrido daños provocados por los iconoclastas. Las imágenes de Akenatón y Nefertiti habían sido desfiguradas, y la mayoría de los nombres habían sido borrados. En épocas posteriores, su tumba se convirtió en un lugar de culto copto por un tiempo y sufrió algunos daños.Se colocó una pila profunda para una inmersión total enfrente del ábside.